# 麗塔
麗塔（英語：Lita，1975年4月14日—），原名Amy Christine Dumas，是一位美國前職業摔角選手、歌手、動物福利運動者，出生於佛羅里達州的羅德岱堡。從2000年到2006年在WWE擔任摔跤選手，於2014年入選世界摔角娛樂名人堂。
離開職業摔角界後，Lita回到音樂界，現在是龐克搖滾樂團「The Luchagors」的主唱，此樂團成立於2006年。在樂團中已不再使用「Lita」這個名字，而是改回本名Amy Dumas。

## 摔角相關

### 生涯
1998年因對職業摔角充滿興趣，尤其欣賞墨西哥的世界冠軍摔角聯盟選手雷·密斯特里歐的華麗動作，因此特別前往墨西哥學摔角。也因為如此，Lita的摔角風格跟一般美國摔角女選手不一樣，她所受到的都是墨西哥摔角的訓練。
在Lita的職業摔角生涯中，總共拿過四次的WWE女子冠軍。

### 終結技
- 月面水爆（Moonsault Press）
- 命運之輪（Twist of Fate）
- 達德利死亡落下（Dudley Death Drop，又稱3D）
- Male cutter

### 出場樂
- 撞車男孩—《LoveFuryPassionEnergy》
- It Just Feels Right

## 外部連結
- Lita（页面存档备份，存于）在WWE上的資料
- 麗塔的X（前Twitter）
- 麗塔在互联网电影资料库（IMDb）上的資料（英文）